# Departamentul Lavalleja
Departamentul Lavalleja este un departament din Uruguay. Capitala sa este Minas. Este situat în sud-estul țării, se învecinează la nord cu departamentul Treinta y Tres, la est cu departamentul Rocha, la sud cu Canelones și Maldonado, iar la vest cu Florida.
Departamentul este numit în onoarea brigadierului Juan Antonio Lavalleja, care s-a distins din pucnt de vedere militar și politic când Uruguay a obținut independența.

## Istorie
Departamentul a fost creat la 16 iunie 1837, cu o parte din departamentele Cerro Largo și Maldonado. La început a fost numit Minas. În martie 1888, s-a cerut Camera Deputaților să ridice statutul satului Minas la nivel de oraș și să schimbe numele departamentului în Lavalleja. Prima cerere a fost aprobată. De atunci și până la 26 decembrie 1927, când numele a fost schimbat în Lavalleja, au avut loc dezbateri pe scară largă despre această problemă. A existat voința politică de a desemna un departament cu numele șefului Cruciadei de Eliberare, dar nu în detrimentul lui Minas, chiar având în vedere crearea unui nou departament numit Lavalleja, cerere care a fost respinsă ulterior.